# Friedrich Paul Nerly
Friedrich Paul Nerly (* 24. Oktober 1842 in Venedig; † 15. Mai 1919 in Luzern; italienisch Federico Paolo Nerly, in Kunstkreisen zur Unterscheidung von seinem Vater auch Friedrich Nerly the Younger) war ein deutsch-italienischer Maler.
Er war der Sohn von Friedrich von Nerly (1807–1878) und Agathe Alginovich (1810–1890), der Adoptivtochter des Marchese Maruzzi. Nach dem künstlerischen Unterricht durch seinen Vater studierte er Landschaftsmalerei bei Karl von Blaas oder dessen Sohn Eugene de Blaas und Federico Moja sowie Pompeo Marino Molmenti.
Friedrich Paul Nerly war bis 1915 in Rom tätig. Hauptthemen seines Werkes waren italienische Hafen-, Strand- und Städtelandschaften (Sonnenuntergang im Adriatischen Meer, die Weiße Grotte auf Capri, Brandung an der Küste von Amalfi, Strand zwischen Ancona und Falconara).
Den künstlerischen Nachlass seines Vaters stiftete er dessen Geburtsstadt Erfurt mit der Auflage, ersteren museal zu präsentieren. Die Stadt machte den Nachlass zum Grundstock der Gemäldegalerie des späteren Angermuseums.

## Werke

Werke aus Venedig – Rom – Neapel
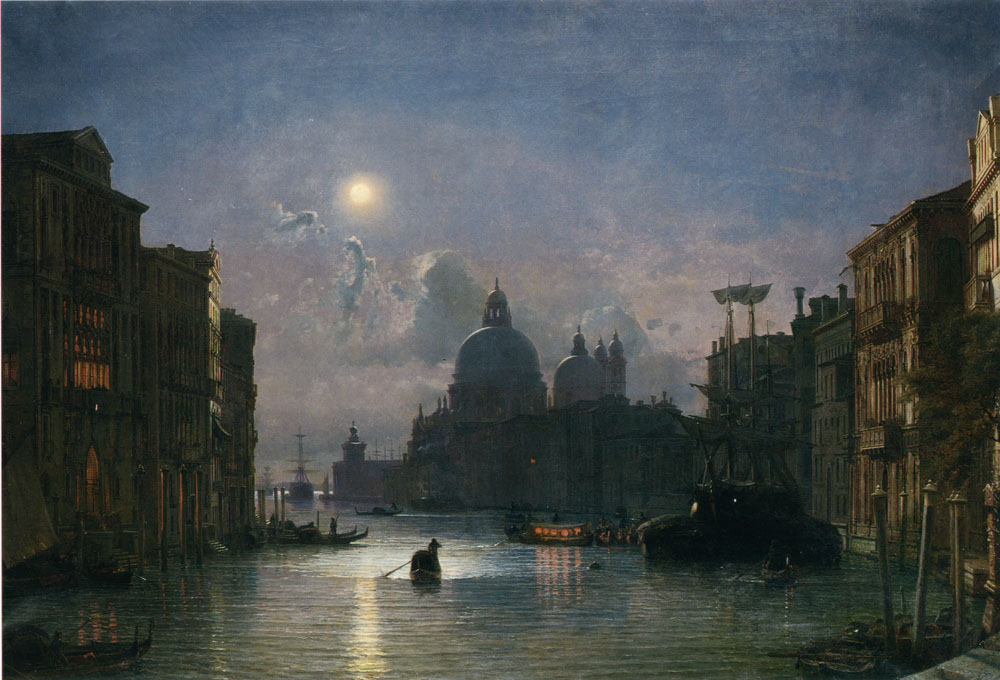
Canale Grande mit Santa Maria della Salute bei Mondschein
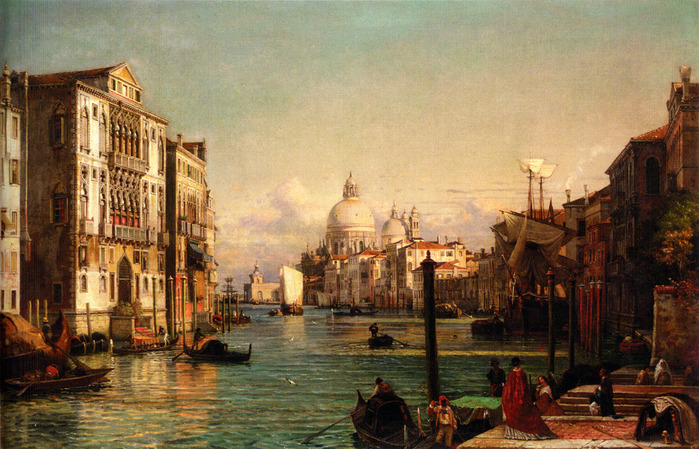
Canale Grande
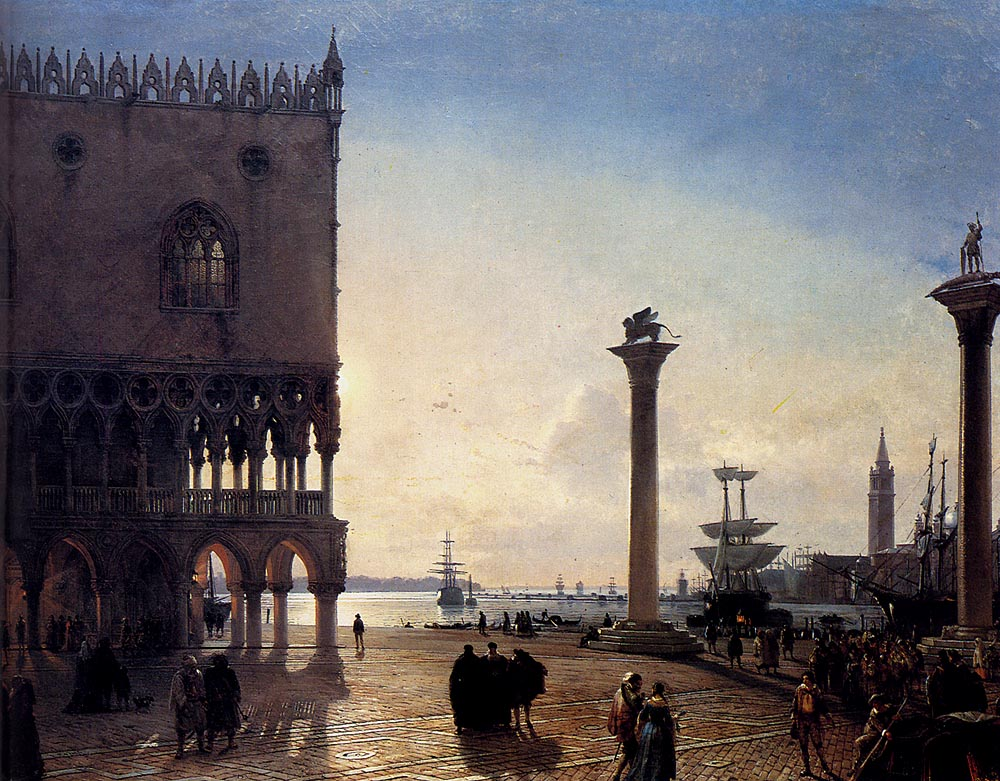
Markusplatz bei Nacht
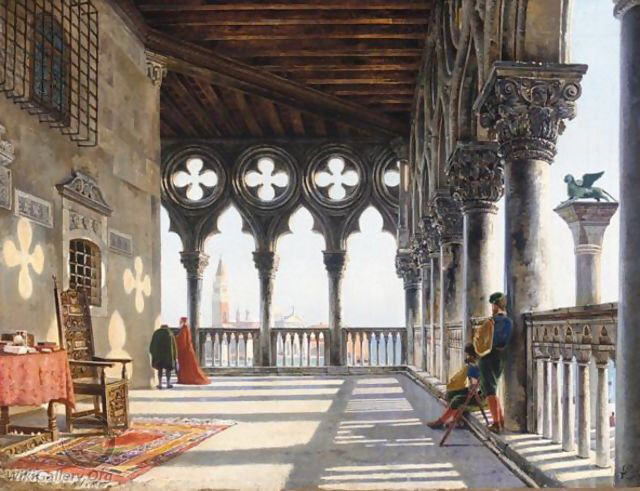
Galerie des Dogenpalastes
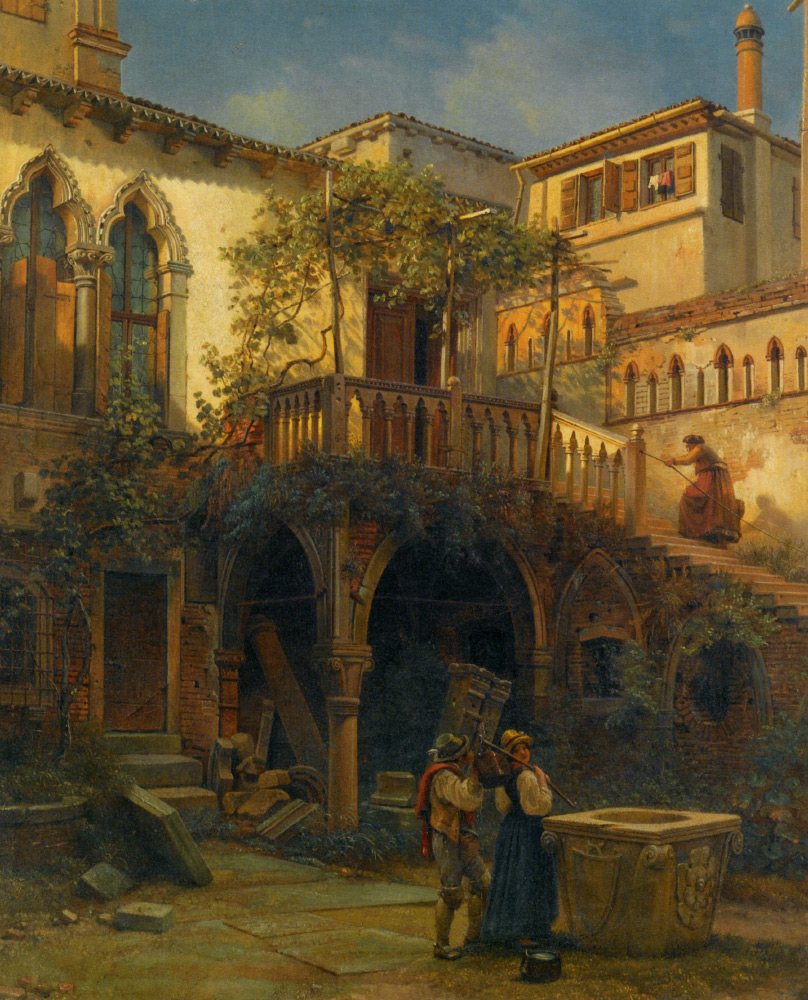
Hof in Venedig
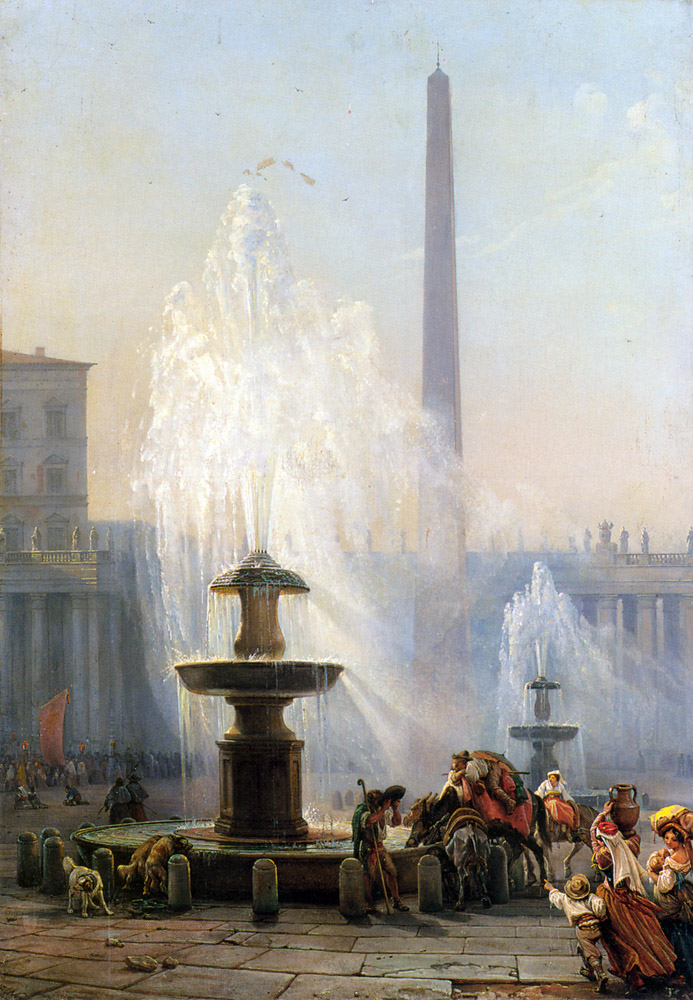
Petersplatz in Rom
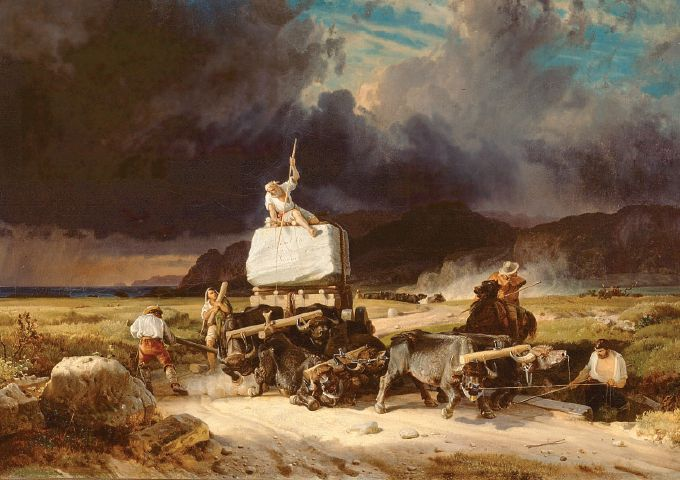
Transport eines Marmorblocks nach Rom zu Thorwaldsen
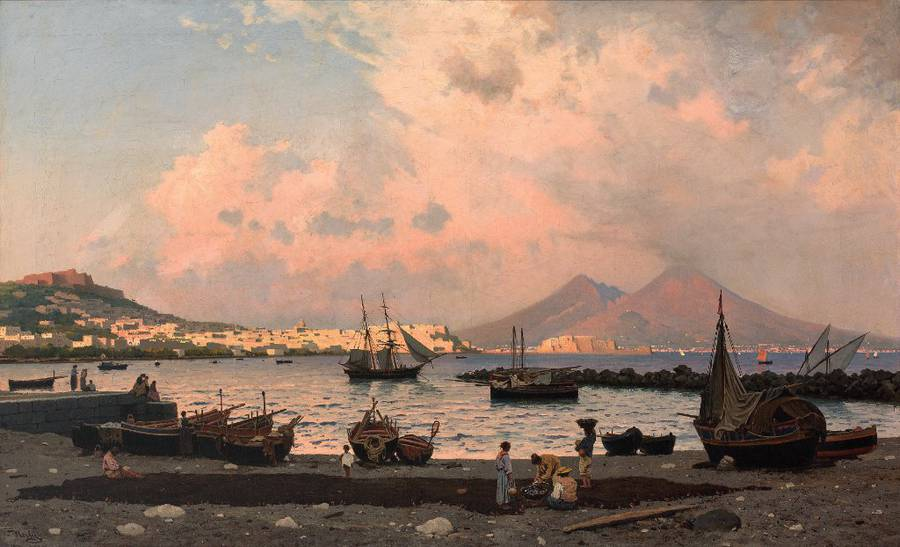
Golf von Neapel und Vesuv